# Björneborgs brigad
Björneborgs brigad (BJÖBR) (finska: Porin prikaati) är inom Finlands försvarsmakt en infanteribrigad som verkat i olika former sedan 1918. Förbandsledningen är förlagd i Huovinrinne i Säkylä.

## Historik
Björneborgs brigads traditioner och historik går tillbaka till den 16 februari 1626, då Gustav II Adolf grundade Björneborgs regemente inför det trettioåriga kriget. Regementet upplöstes i mars 1809. Förbandet sattes åter upp som en bataljon under åren 1881 och 1901. År 1918 sattes det upp för andra gången och då åter som Björneborgs regemente. Regementet kom att delta i det finska inbördeskriget och stred på den sydvästra fronten. Regementet deltog senare framgångsrikt i både Vinterkriget och Fortsättningskriget. År  1957 antogs det nuvarande namnet Björneborgs brigad.

## Verksamhet
Björneborgs brigad utbildar beväringar på två orter vid fem olika truppenheter, Satakunta jägarbataljon, Satakunta pionjär- och signalbataljon, Satakunta artilleriregemente, Österbottens jägarbataljon och Egentliga Finlands underhållsbataljon. Brigaden står även för utbildning till den finska beredskapstruppen (Suomen Kansainvälinen Valmiusjoukko), en internationell enhet som utgör 101. Jägarbataljon. 

## Ingående enheter
- Satakunta jägarbataljon (SATJP), verkar i Säkylä
- Österbottens jägarbataljon (POHMJP), verkar i Niinisalo
- Satakunta artilleriregemente (SATTR), verkar i Niinisalo
- Satakunta pionjär- och signalbataljon (SATPIONVP), verkar i Säkylä
- Egentliga Finlands underhållsbataljon (V-SHP), verkar på två orter, i Säkylä och Niinisalo.

## Förläggningar och övningsplatser
Björneborgs brigad är verksam med utbildning på två garnisoner och orter, Säkylä garnison och Niinisalo garnison.

## Förbandschefer
Förbandschefen tituleras brigadchef och har sedan 2017 tjänstegraden brigadgeneral. 

- 1942–1945: Överste Yrjö Valkama
- 1945–1946: Överste Auno Kuiri
- 1946–1952: Överste Armas Pihlajamaa
- 1952–1954: Överste Albert Ravila
- 1954–1955: Överste Reino Reunanen
- 1955–1955: Överste Ilmari Kunnas
- 1955–1958: Överste Veikko Korttila
- 1958–1958: Överste Mikko Sisto
- 1958–1960: Överste Ville-Poju Somerkari
- 1960–1963: Överste Yrjö Keinonen
- 1963–1966: Överste Väinö Salmela
- 1966–1968: Överste Martti Frick
- 1968–1970: Överste Erkki Setälä
- 1970–1970: Överste Holger Krogerus
- 1970–1975: Överste Tauno Sutela
- 1975–1978: Överste Jukka Suviniemi
- 1978–1980: Överste Olli Rekola
- 1980–1984: Överste Markku Salonen
- 1984–1988: Överste Raimo Jokinen
- 1988–1992: Överste Olli Nepponen
- 1993–1996: Överste Kauko Taskila
- 1997–2000: Överste Olli-Matti Multamäki
- 2000–2002: Överste Arto Räty
- 2003–2005: Överste Markku Aherto
- 2005–2008: Brigadgeneral Markku Nikkilä
- 2008–2011: Överste Eero Pyötsiä
- 2011–2014: Brigadgeneral Juha Pyykönen
- 2014–2016: Överste Arto-Pekka Nurminen
- 2017–2018: Brigadgeneral Rami Saari
- 2018–2021: Brigadgeneral Mika Kalliomaa
- 2021–20xx: Brigadgeneral Vesa Valtonen

## Namnhistorik
| Namn                          | Aktiv     | Anmärkning                |
| ----------------------------- | --------- | ------------------------- |
| Björneborgs regemente         | 1626–1809 | Ingick i svenska armén    |
| Andra finska skyttebataljonen | 1881–1901 | Ingick i ryska armén      |
| Björneborgs regemente         | 1918–1945 | Ingick i finländska armén |
| Infanteriregemente 6          | 1946–1957 | Ingick i finländska armén |
| Björneborgs brigad            | 1957–     | Ingår i finländska armén  |

### Översättningar
Den här artikeln är helt eller delvis baserad på material från finskspråkiga Wikipedia, Porin prikaati, 7 maj 2023.